# Saint-Rémy-sur-Creuse
Saint-Rémy-sur-Creuse is een gemeente in het Franse departement Vienne (regio Nouvelle-Aquitaine) en telt 422 inwoners (1999). De plaats maakt deel uit van het arrondissement Châtellerault.

## Geografie
De oppervlakte van Saint-Rémy-sur-Creuse bedraagt 12,9 km², de bevolkingsdichtheid is 32,7 inwoners per km².
De onderstaande kaart toont de ligging van Saint-Rémy-sur-Creuse met de belangrijkste infrastructuur en aangrenzende gemeenten.

## Demografie
Onderstaande figuur toont het verloop van het inwonertal (bron: INSEE-tellingen).